# Károly Kerényi
Károly Kerényi (Karl Kerényi) (19 de janeiro de 1897 — 14 de abril de 1973) foi um filólogo clássico e um dos estudiosos mais influentes dos estudos modernos da mitologia grega e da mitologia romana ou da religião antiga em geral. Viveu a primeira fase da sua vida na Hungria antes de se exilar definitivamente na Suíça em 1943. Momento em que abandona o húngaro e adopta definitivamente a língua alemã (a língua mais usada pela comunidade científica no seu tempo).
Mesmo se depois de 1943, não lhe foi possível obter algum lugar na academia (algo que, em contrapartida, lhe permitiu a máxima liberdade na investigação), Kerényi permaneceu e permanece como um dos estudiosos de maior influência nos estudos de mitologia mediterrânea e da História das Religiões, pela sua inteligência, rigor, amplitude e profundidade hermenêutica únicas. Dele são famosas algumas das interpretações mais fecundas do legado antigo.